# Ford Tempo
Ford Tempo – samochód osobowy klasy średniej produkowany pod amerykańską marką Ford w latach 1983–1994. 

## Pierwsza generacja

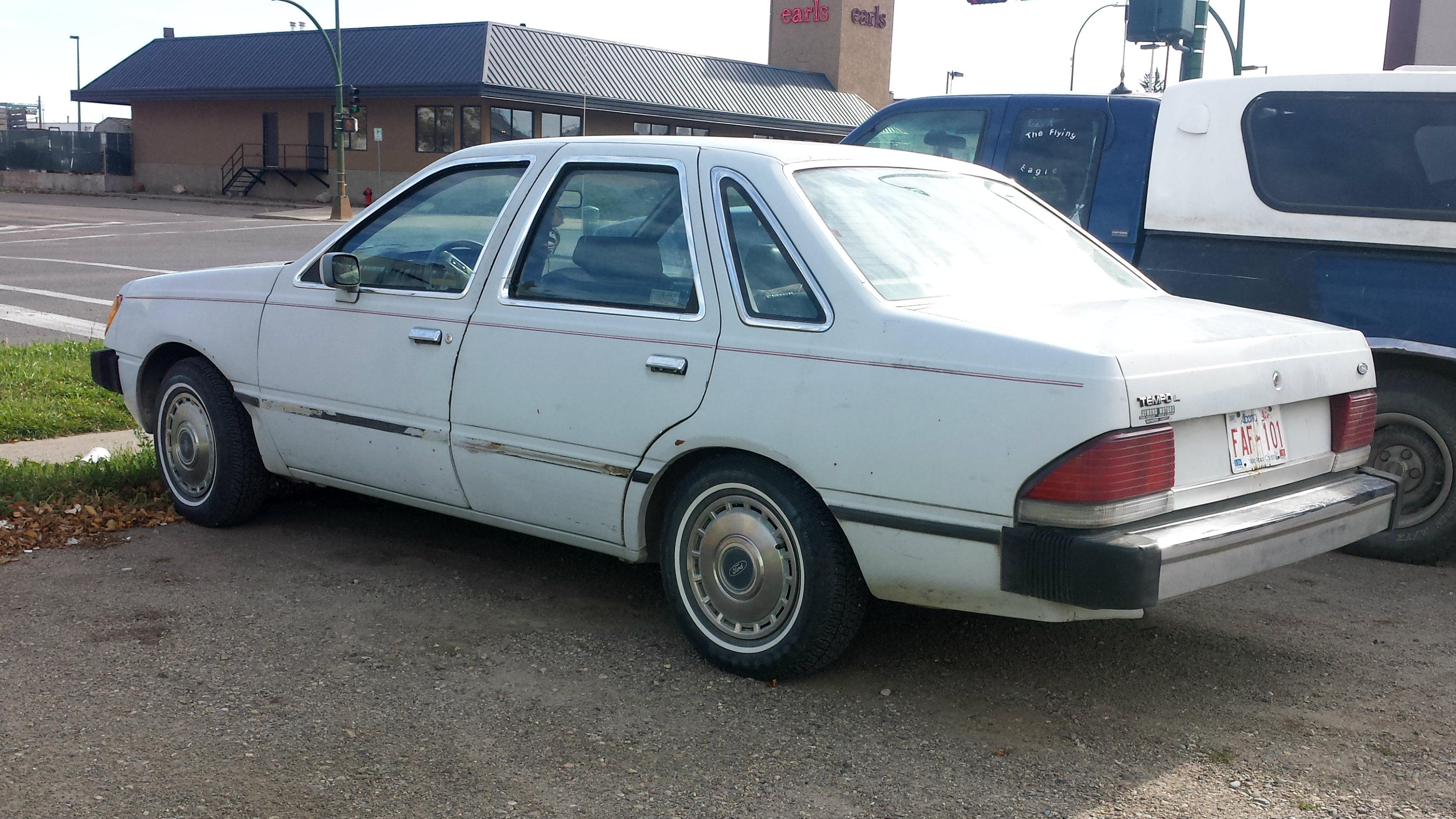
Ford Tempo I - tył

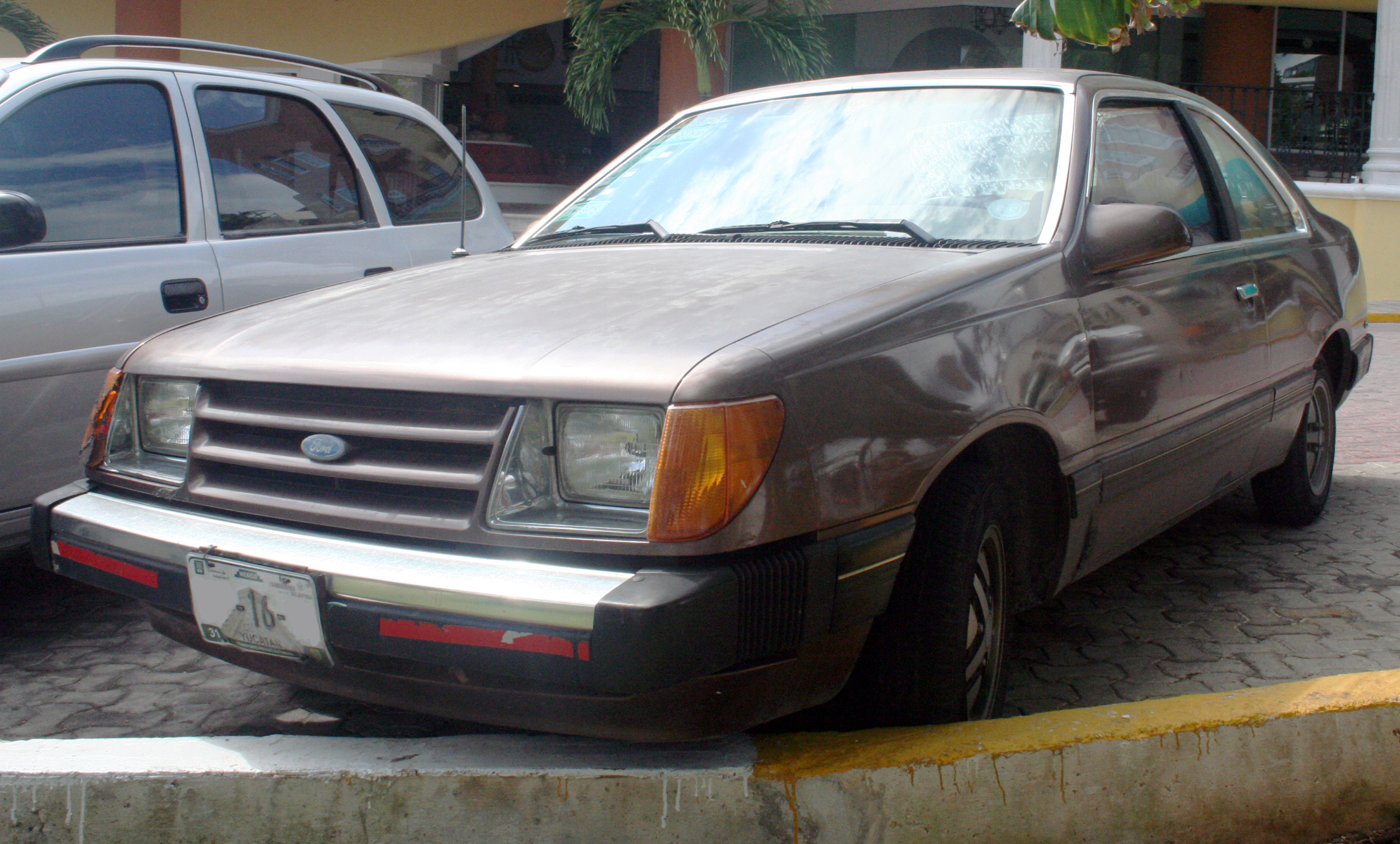
Ford Tempo I Coupe

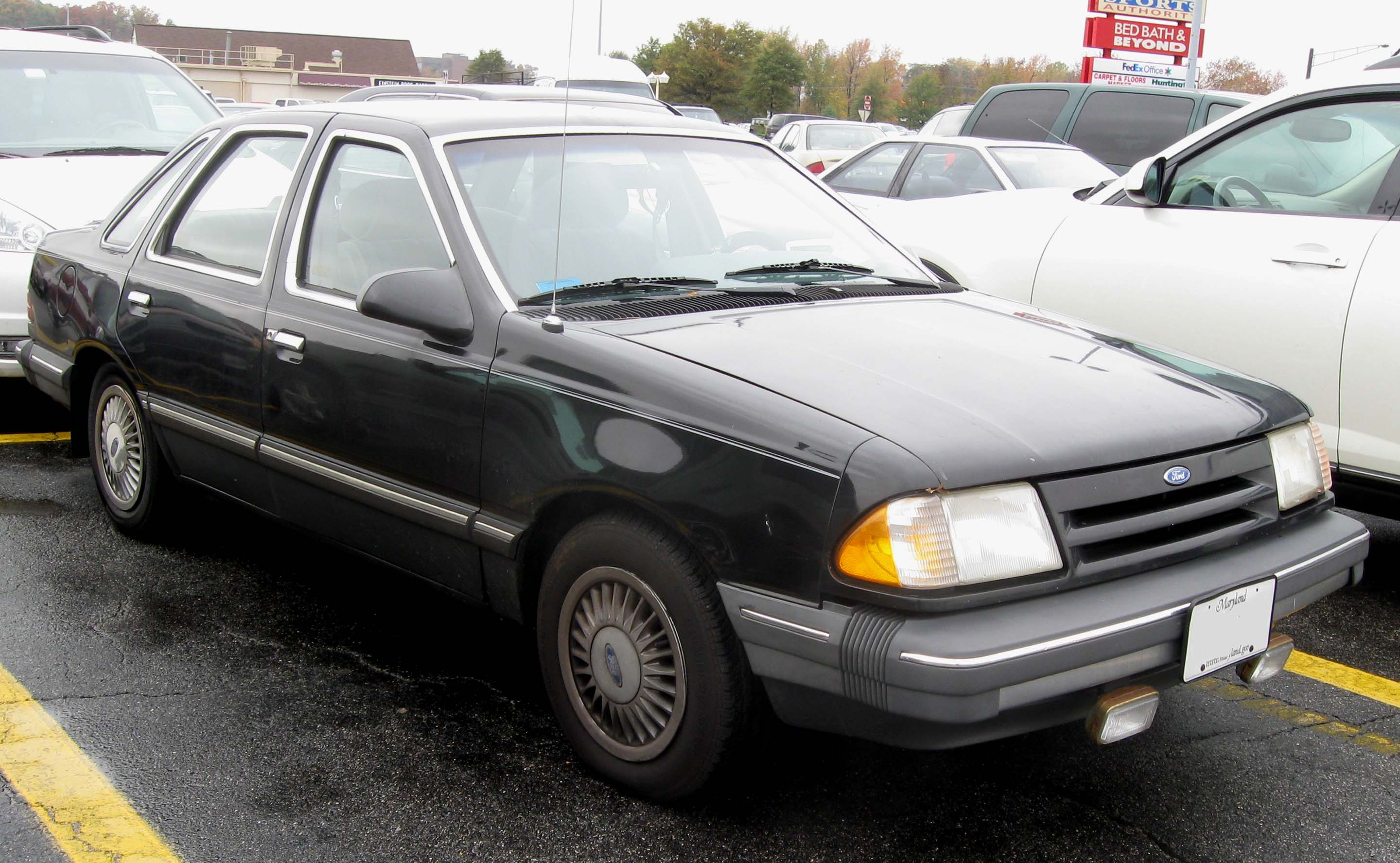
Ford Tempo I po liftingu

Ford Tempo I został zaprezentowany po raz pierwszy w 1983 roku.
W 1993 roku Ford zdecydował się ponownie zmienić swój model klasy średniej, prezentując model Tempo jako następcę Fairmonta. Samochód utrzymano w nowocześniejszej formie, z bardziej zaokrągloną stylistyką i mniej tradycyjnymi formami niż w przypadku poprzednika. Samochód oferowany był zarówno jako 4-drzwiowy sedan, jak i 2-drzwiowe coupé.

### Lifting
W 1986 roku Ford Tempo pierwszej generacji przeszedł modernizację, w ramach której zmienił się wygląd pasa przedniego, a także wygląd atrapy chłodnicy i kształt reflektorów. Grill był tym razem malowany w kolorze nadwozia, a znaczek producenta stał się znacznie mniejszy i zamiast centralnie, tym razem umieszczony był przy górnej krawędzi atrapy.

### Silniki
- L4 2.0l Mazda
- L4 2.3l HSC
- L4 2.3l HSO

### Dane techniczne
- R4 2,3 l (2307 cm³), 2 zawory na cylinder, OHV
- Układ zasilania: b/d
- Średnica cylindra × skok tłoka: 93,50 mm × 84,00 mm
- Stopień sprężania: 9,0:1
- Moc maksymalna: 97 KM (71 kW) przy 4400 obr./min
- Maksymalny moment obrotowy: 174 Nm przy 2400 obr./min

### Produkcja[2]
- 1984: 402 214
- 1985: 339 087
- 1986: 277 671
- 1987: 282 632

## Druga generacja

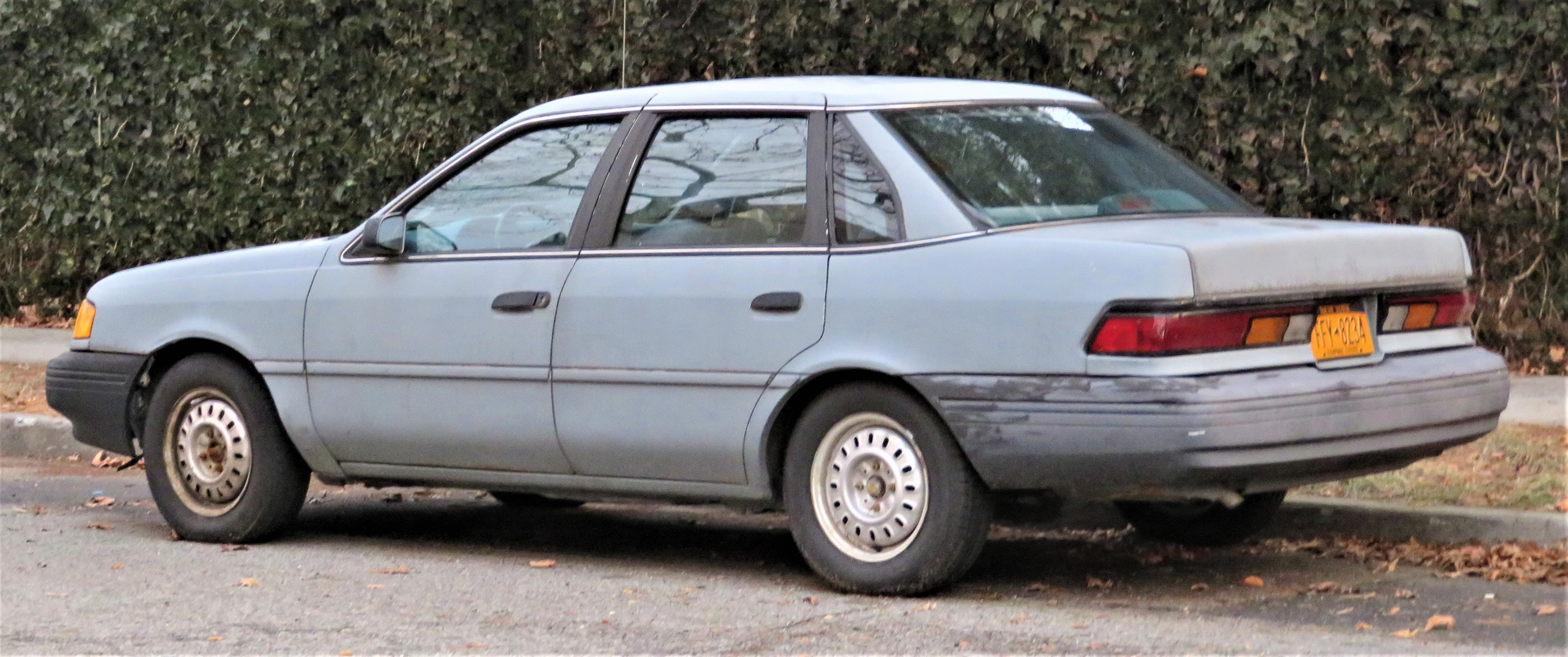
Ford Tempo II - tył

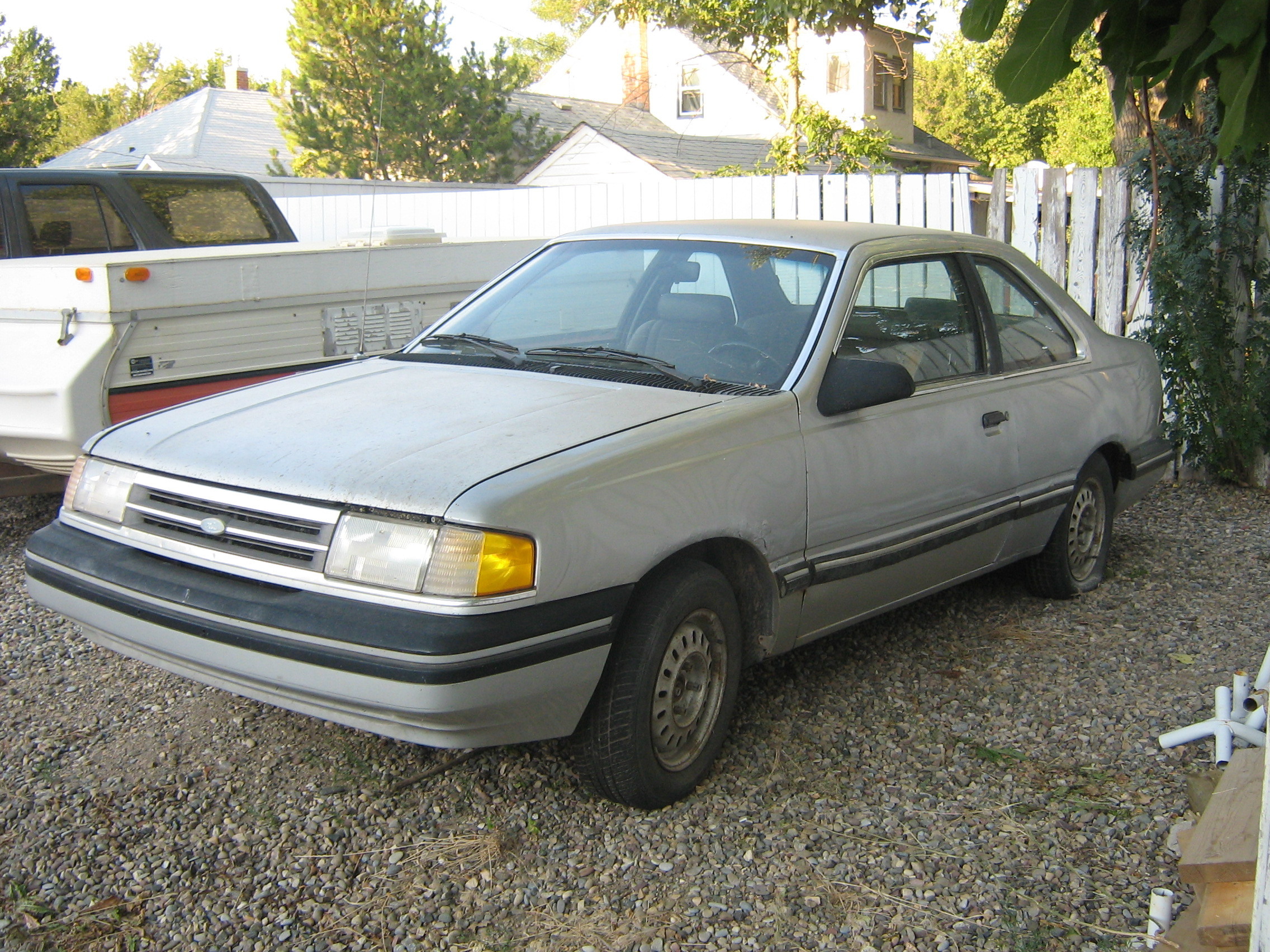
Ford Tempo II Coupe

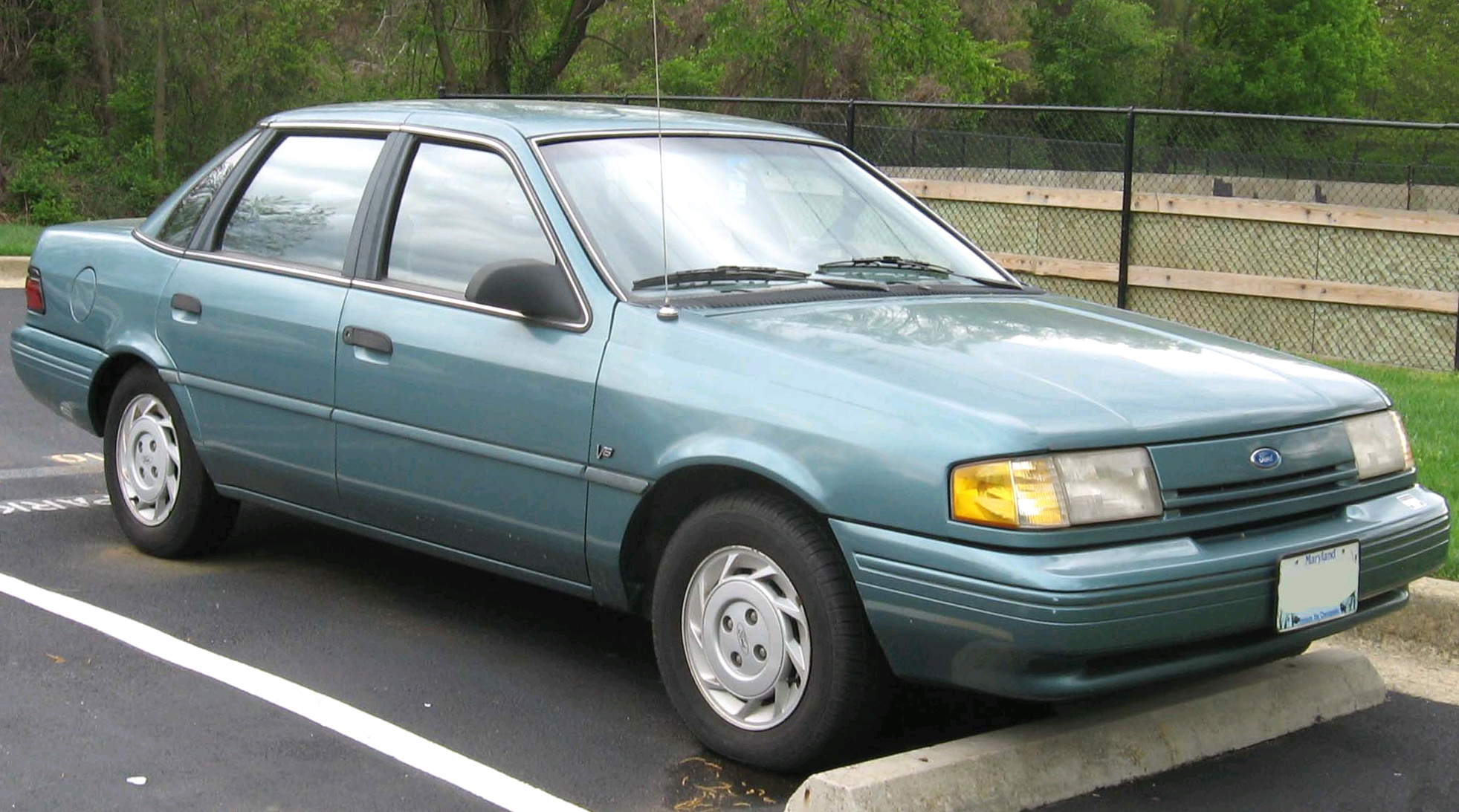
Ford Tempo II po liftingu

Ford Tempo II został zaprezentowany po raz pierwszy w 1987 roku.
Druga generacja Tempo przeszła ewolucyjny zakres zmian, z większą i bardziej zaokrągloną sylwetką. Pojazd stylistycznie nawiązywał do większego modelu Taurus, zyskując charakterystyczne przetłoczenie na bocznych panelach i kasetkowe klamki. Samochód ponownie był dostępny jako 4-drzwiowy sedan, a także 2-drzwiowe coupé.

### Lifting
W 1992 roku Ford Tempo przeszedł obszerną modernizację, w ramach której zmieniono wygląd atrapy chłodnicy, a także zmodyfikowano kształt zderzaków i tylnych lamp. Produkcja trwała do 1994 roku, kiedy to skończyła się n rzecz nowego modelu Contour.

### Silniki
- L4 2.3l HSC
- L4 2.3l HSO
- V6 3.0l Vulcan

### Dane techniczne
- V6 2,9 l (2931 cm³), 2 zawory na cylinder, OHV
- Układ zasilania: b/d
- Średnica cylindra × skok tłoka: 88,90 mm × 78,70 mm
- Stopień sprężania: b/d
- Moc maksymalna: 132 KM (97 kW)
- Maksymalny moment obrotowy: b/d

### Produkcja[2]
- 1988: 313 262
- 1989: 240 904
- 1990: 218 426
- 1991: 185 845
- 1992: 207 340
- 1993: 154 762
- 1994: 110 399